# Haplotip
Haplotipovi su geni koji se ne rekombiniraju i nemaju svoj par na drugom kromosomu. Sve takve gene na Y kromosomu i mitohondrijskom DNK-u (mtDNK) nazivamo haplogrupama, odnosno haplotipovima. Svi haplotipovi na Y kromosomu i haplogrupe mitohondrijskih DNK-a imaju svoju oznaku.
Analize gena na Y kromosomu i gena mitohondrijskog DNK-a te utvrđivanje vremena kad su se i gdje takvi geni nalazili omogućuju da spoznamo odakle se i kada današnje stanovništvo doselilo. Te nam informacije pomažu u razumijevanju povijesnih zbivanja, migracija stanovništva, brojnosti i genetičkog podrijetla populacija.

## Nasljedna svojstva
Y kromosom s genima koji se ne rekombiniraju imaju samo muškarci. Prenosi se s oca na sina. Upravo zbog Y kromosoma i jesu muškog spola i prenosit će ih na muško potomstvo sljedećim generacijama.
Mitohondrijske gene koji se ne rekombiniraju imaju i žene i muškarci. I kćeri i sinovi nasljeđuju ih samo od majke, što znači da ih sinovi na potomstvo ne prenose.
Mitohondrijske gene u rod (obitelj) unose žene koje od davnina udajom šire mitohondrijske haplogrupe. Haplotipovi muškaraca ostaju na onim područjima gdje rodovi obitavaju i šire se seljenjem. Zato širenje haplotipova (gena) na Y kromosomu i mitohondrijskih haplogrupa (gena), analizirano kroz povijest, može biti dosta različito.

## Diversifikacija
Haplotipovi se mijenjaju, mutiraju kao i svi geni. Za utvrđivanje podrijetla važno je to što se molekularno-genetičkim analizama, odnosno istraživanjima, utvrdilo iz kojega je gena nastao koji mutant. Za većinu gena (haplotipova) danas se zna gdje su se u prošlosti prvi put pojavili, odnosno gdje su nastali kao mutanti - njihovo geografsko ishodište.
Proces nastajanja novih haplotipova naziva se diverzifikacija (raznolikost). Genetičkim otkrićima o diversifikaciji haplotipova postalo je jasno da je u prošlosti postojao samo jedan izvorni haplotip.

## Haplogrupe i haplotipovi
Potrebno je razlikovati haplogrupe od haplotipova. Najjednostavnije rečeno, haplogrupe su skupine više haplotipova. Starija istraživanja temeljila su se na haplogrupama, a razvoj metoda omogućio je da se načine točnije podjele na haplotipove.
Analize gena na Y kromosomu provode se na haplotipovima, znači samo po najnovijim metodama. No, ako se sličnost podrijetla izračunava u haplogrupama, zapravo se izračunava sličnost podrijetla predaka uspoređivanih uzoraka.
Mitohondrijski rezultati analiziraju se u haplogrupama, jer još nema rezultata istraživanja dovoljno preciznih da bi se moglo reći da su to haplotipovi.